# 텔리샤 쇼

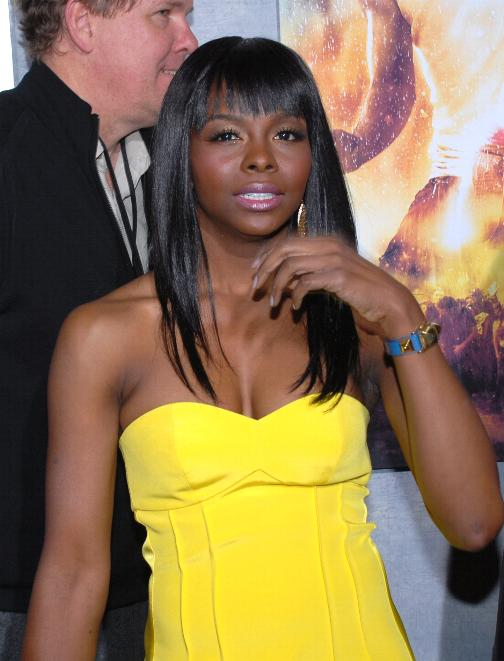

털리샤 쇼(Telisha Shaw, 1978년 10월 4일 ~ )는 미국의 배우, 무용가이다.
멤피스에서 태어났다.

## 출연 작품

### 영화
- 더러운 경찰 (2005, Dirty)
- 스텝업 2: 더 스트리트 (2008) - 펄리시아 역
- How to Make Love to a Woman (2010)